# Achondrostoma arcasii
La madrilleta roja (Achondrostoma arcasii) és una espècie de peix cipriniforme de la família dels ciprínids.